# Gnarrenburg

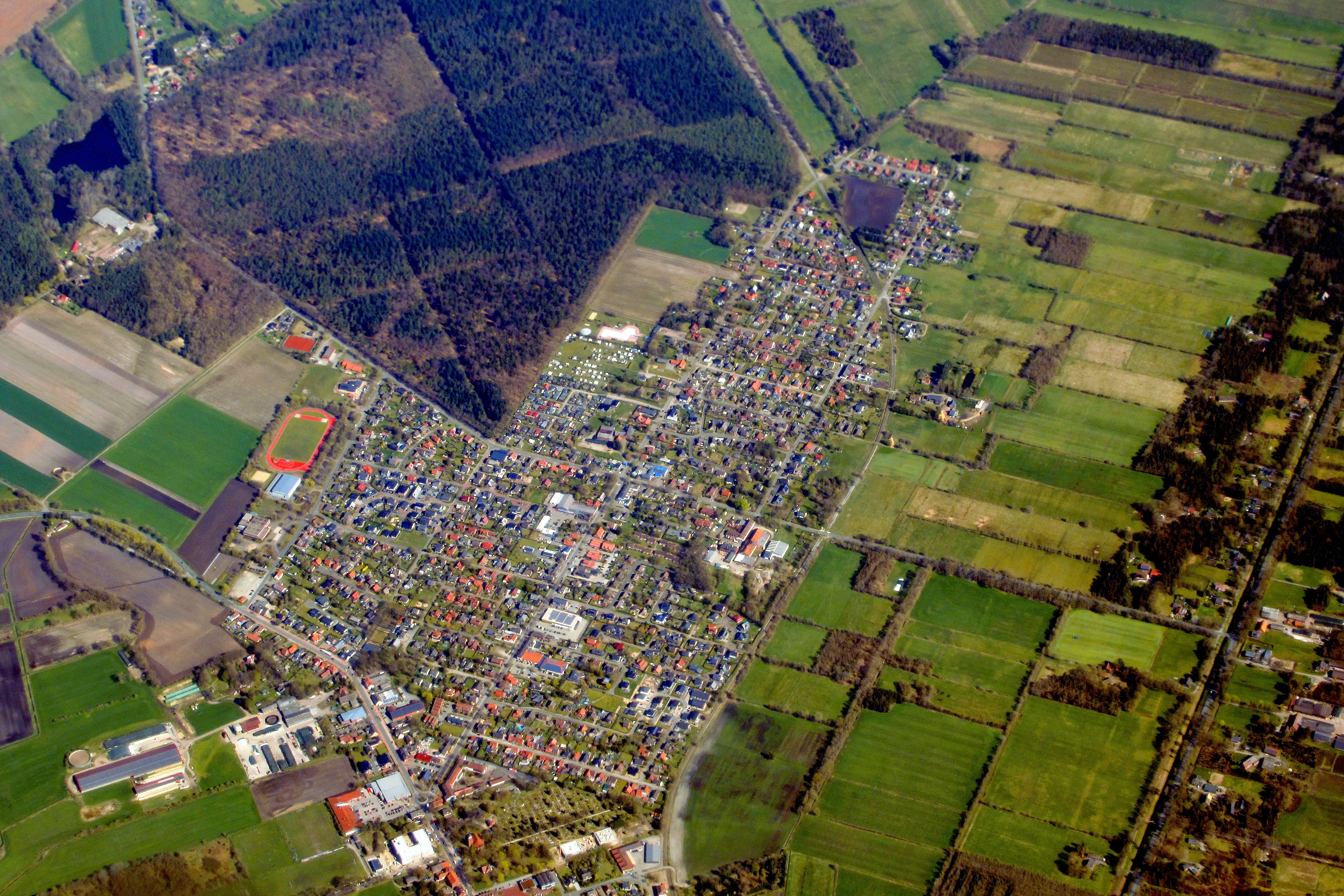
Gnarrenburg

Gnarrenburg is een gemeente in de Duitse deelstaat Nedersaksen, gelegen in het Landkreis Rotenburg (Wümme). Gnarrenburg telt 9.218 inwoners. Naburige steden zijn onder andere Bremervörde, Rotenburg (Wümme) en Scheeßel.

## Dorpen, die tot de gemeente behoren

Situering van de 12 Ortschaften van Gnarrendorf

Tussen haakjes het aantal inwoners.
- Augustendorf: (243)
- Barkhausen: (235)
- Brillit (met Rübehorst): (971)

- Fahrendorf (met Fahrendahl): (379)
- Findorf (met Kolheim): (321)
- Glinstedt: (588)

- Gnarrenburg (met Dahldorf en Geestdorf): (3.113)
- Karlshöfen (met Karlshöfenermoor): (1.306)
- Klenkendorf: (220)

- Kuhstedt: (1.117)
- Kuhstedtermoor: (228)
- Langenhausen (met Friedrichsdorf): (543)

Peildatum: december 2022. Bron: website gemeente Gnarrenburg, keuzes: Unser Gnarrenburg; Über die Einheitsgemeinde; Zahlen und Daten.

## Geografie, infrastructuur

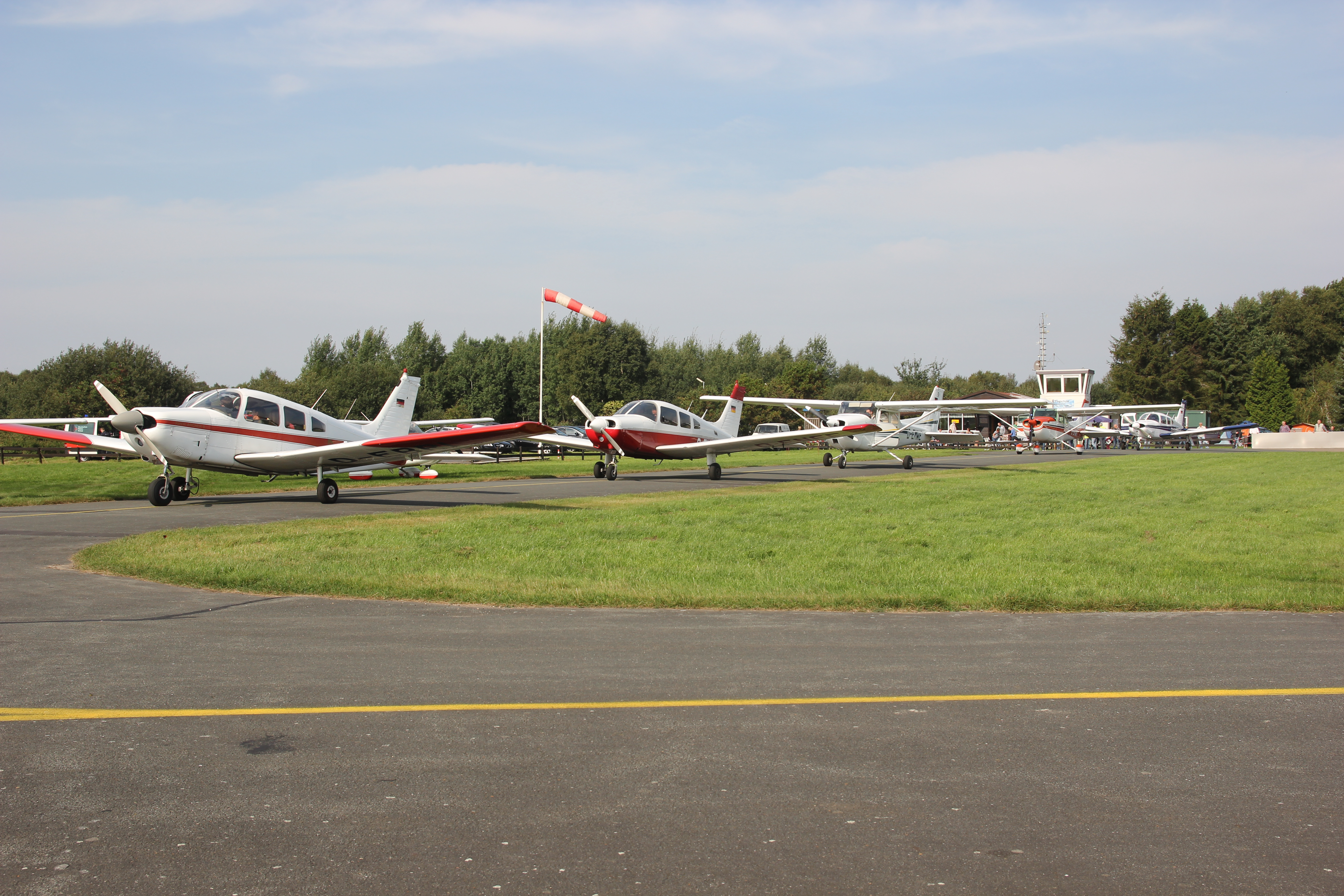
Het vliegveldje

De gemeente ligt aan de Bundesstraße 74, ongeveer 23–28 km ten noordoosten van Osterholz-Scharmbeck. Nog ca. 20 km verder naar het zuiden ligt Bremen. Ongeveer 33 km in noordwestelijke richting ligt Bremerhaven.
Door de gemeente loopt van noord naar zuid het Oste-Hamme-Kanal, dat de riviertjes Oste en Hamme met elkaar verbindt. Deze zijn kleine zijrivieren van de Elbe.
Het spoorlijntje naar Worpswede en Bremen wordt alleen voor toeristische ritten gebruikt.
Vier keer per dag rijdt een belbus langs de grootste dorpen in de gemeente. Ander openbaar vervoer in, van en naar de gemeente is te verwaarlozen.
In het tot de gemeente behorende dorp Karlshöfen ligt een klein vliegveld, dat in gebruik is voor kleine (sport)vliegtuigjes en voor helikopters, alsmede voor militaire trainingen in het parachutespringen. De start- en landingsbaan is geasfalteerd en is 750 meter lang. Het vliegveldje heeft ICAO-code EDWK.
De gemeente ligt aan de noordkant van het Teufelsmoor, een voor de regio karakteristiek veengebied.
Westelijke buurgemeentes van Gnarrenburg zijn o.a. Beverstedt en dorpen in de Samtgemeinde Geestequelle.

## Economie
Te Gnarrenburg is, vanwege natuurschoon (hoogveenreservaat Teufelsmoor; kanoën op waterlopen in de streek; fietsroutes) in de omgeving, sprake van enig toerisme.
De gemeente huisvest het hoofdkantoor en de ontwerpafdeling van een lampenfabriek.

## Geschiedenis

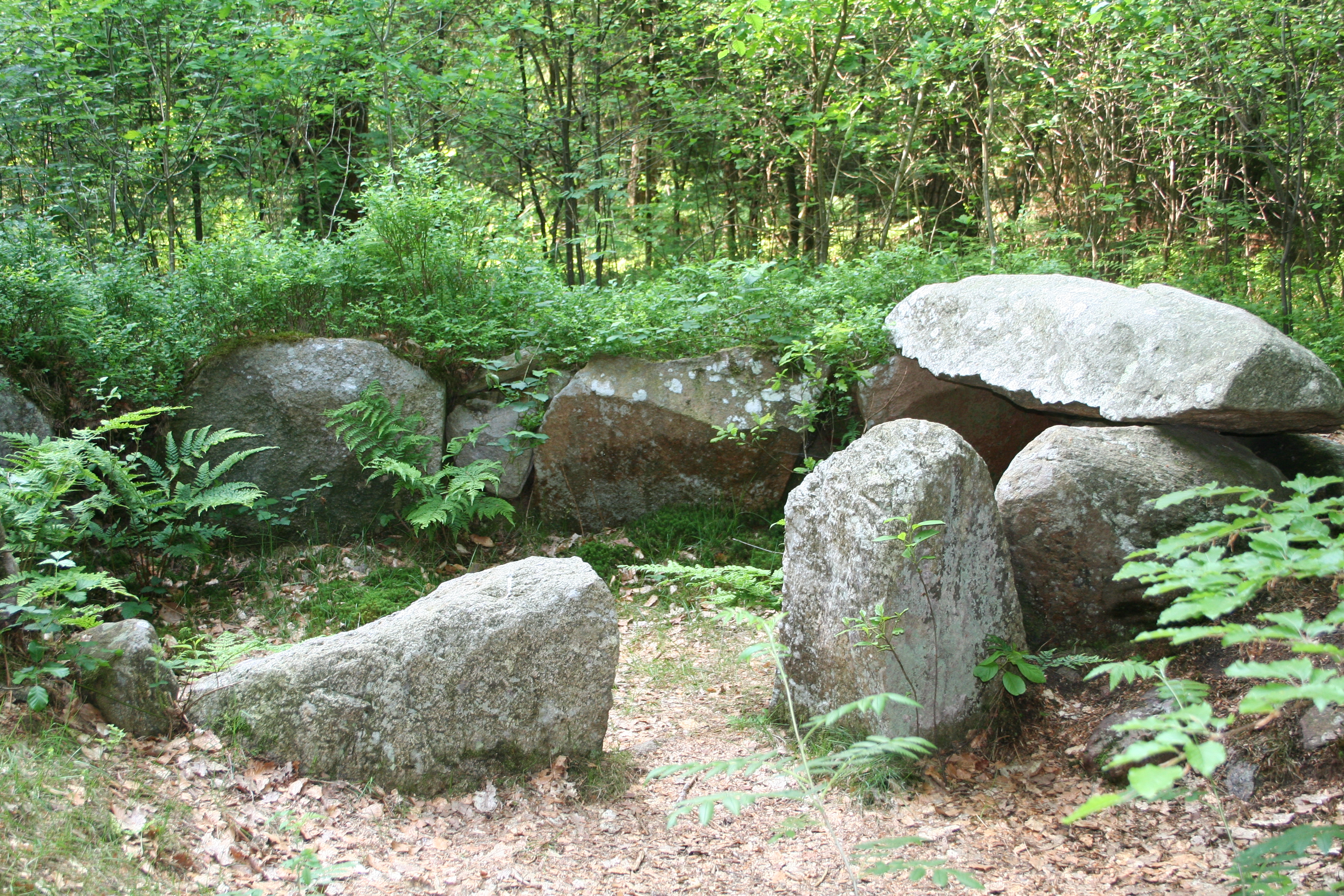
Steengraf Gnarrenburg
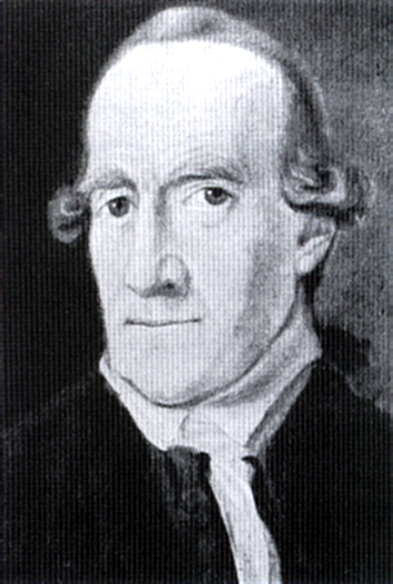
Portret van Jürgen Christian Findorff
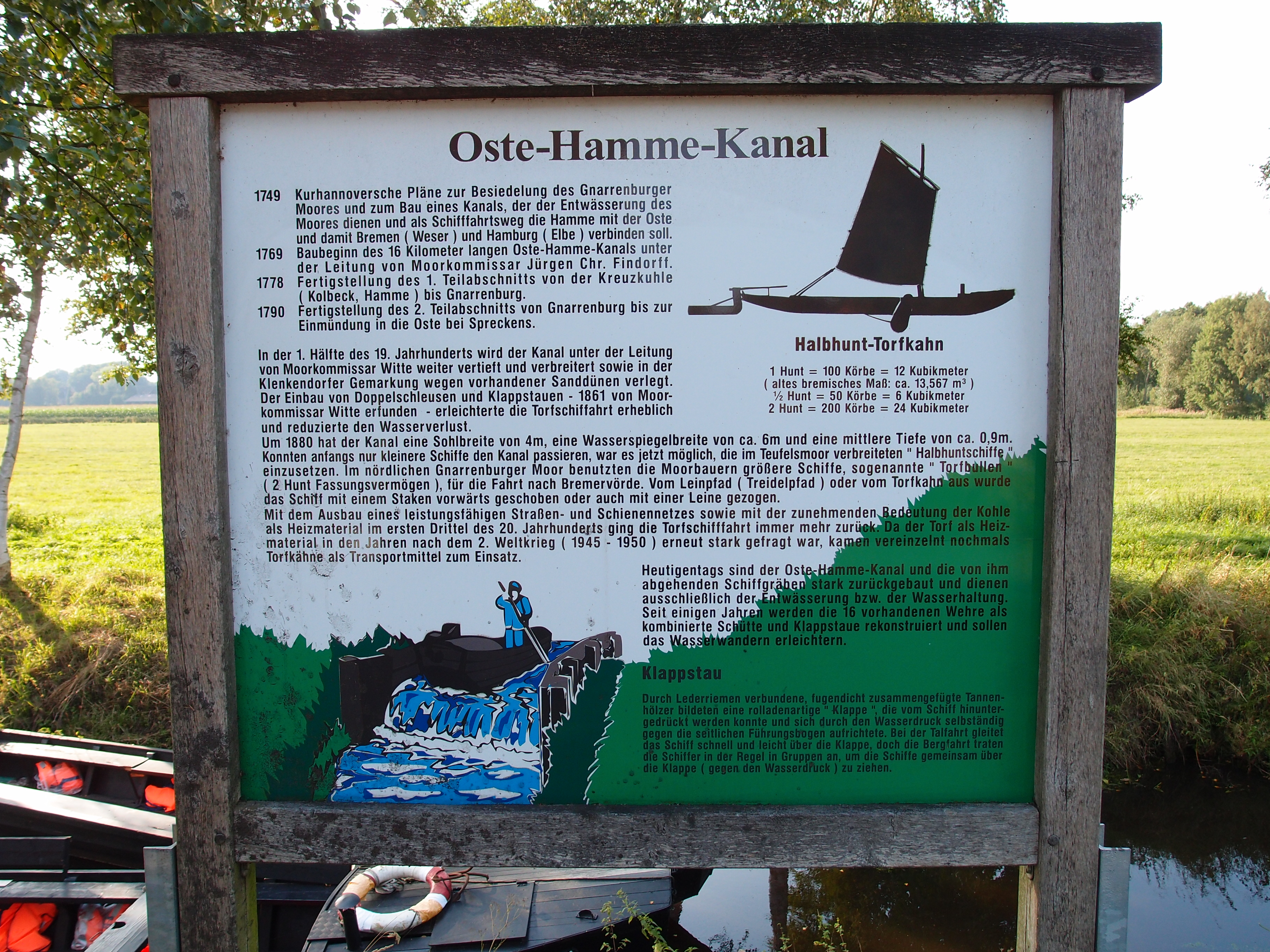
Infopaneel bij het Oste-Hamme-Kanal, Klenkendorf
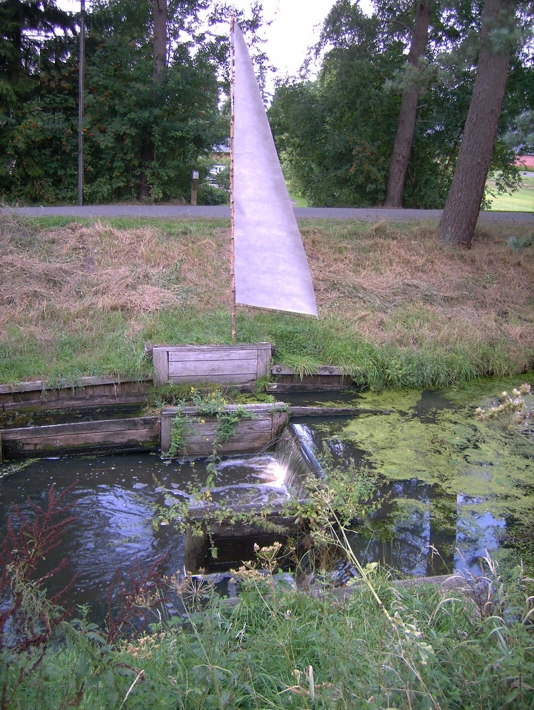
Historische klepstuw in dit kanaal, Findorf

Dragers van de Trechterbekercultuur uit het Neolithicum, circa 3500-2800 v.Chr., bouwden ten noorden van Gnarrenburg een zogenaamd steengraf; zie ook: hunebed.
Gnarrenburg ontstond rondom een niet meer bestaand, vroegmiddeleeuws kasteel. Dit lag zeer strategisch aan het begin van een 2,5 km lang pad, waarlangs men, tussen waar zich nu de dorpen Gnarrenburg en het zuidwaarts gelegen Karlshöfen bevinden, het moeras kon oversteken. De oudste dorpen in de gemeente zijn echter Brillit, Glinstedt, Karlshöfen en Kuhstedt. Ook in de Dertigjarige Oorlog is nog strijd geleverd om dit punt. De meeste huidige dorpen ontstonden na 1751 toen de regering van het Keurvorstendom Brunswijk-Lüneburg in de streek rondom het Teufelsmoor een Moorkommissar, de heer J.C. Findorff, dit gebied liet ontginnen, en er ook kerken liet bouwen. Daardoor kwam er turfwinning (die pas in 2012 eindigde) en op het vrijkomende deel van het Teufelsmoor landbouw. Tegenwoordig wordt een deel van het Teufelsmoor weer aan de natuur teruggegeven. In de 19e eeuw werd voor de afvoer van de turf het Oste-Hamme-Kanal gegraven, wat de gemeente door de bescheiden scheepvaart economische vooruitgang bezorgde.
In 1846 werd elders in de regio een glasfabriek opgericht, genoemd naar koningin Maria van het Koninkrijk Hannover. Deze verhuisde in 1876 naar Gnarrenburg. In 1881 verwierf deze landelijke bekendheid door de productie van glazen flesjes met een zogenaamde druppelteller.
Met name over de periode 1880- heden zijn, voor zover bekend, verder geen historische feiten van meer dan plaatselijke betekenis overgeleverd.

## Bezienswaardigheden

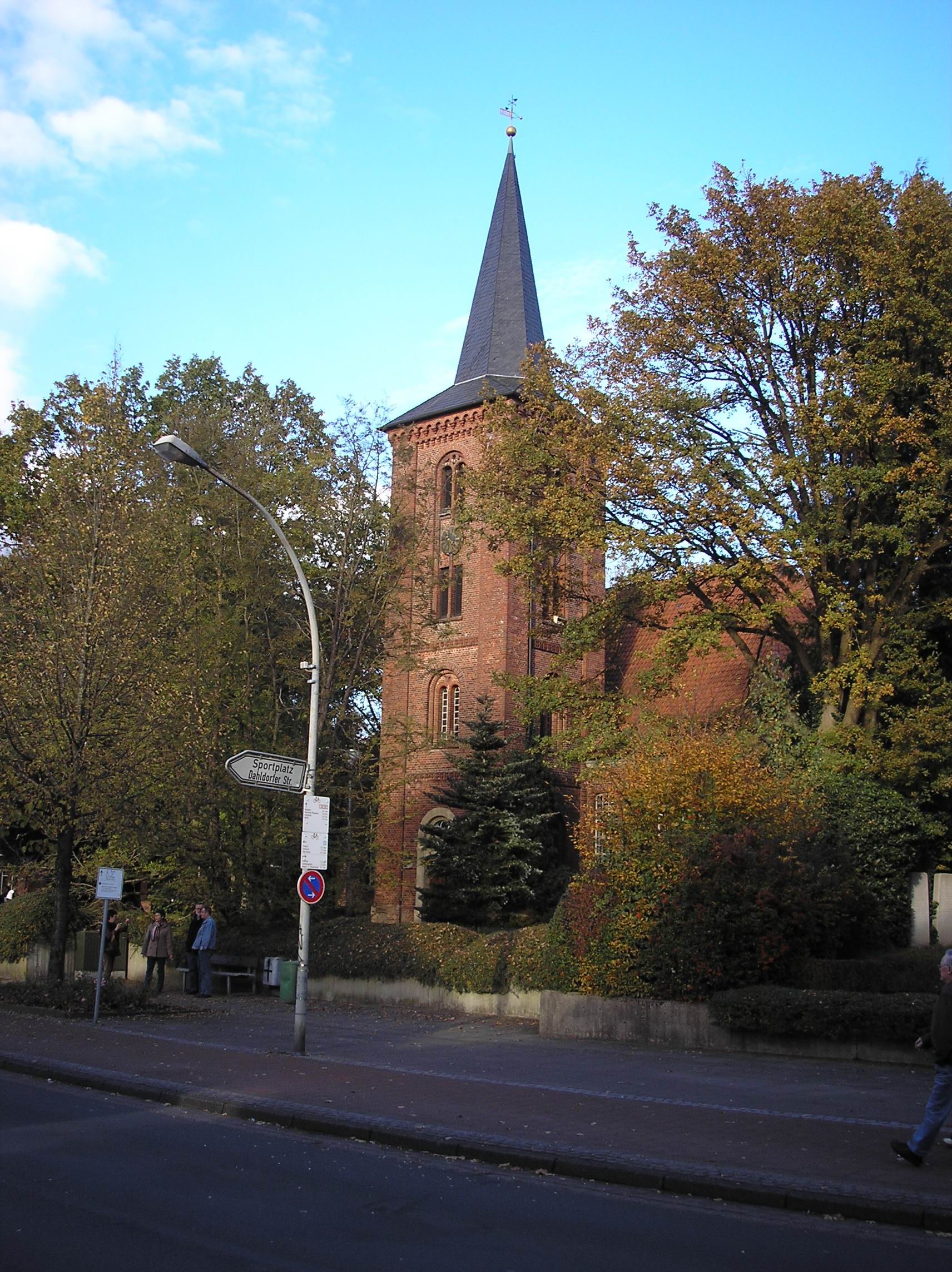
De Pauluskerk te Gnarrenburg
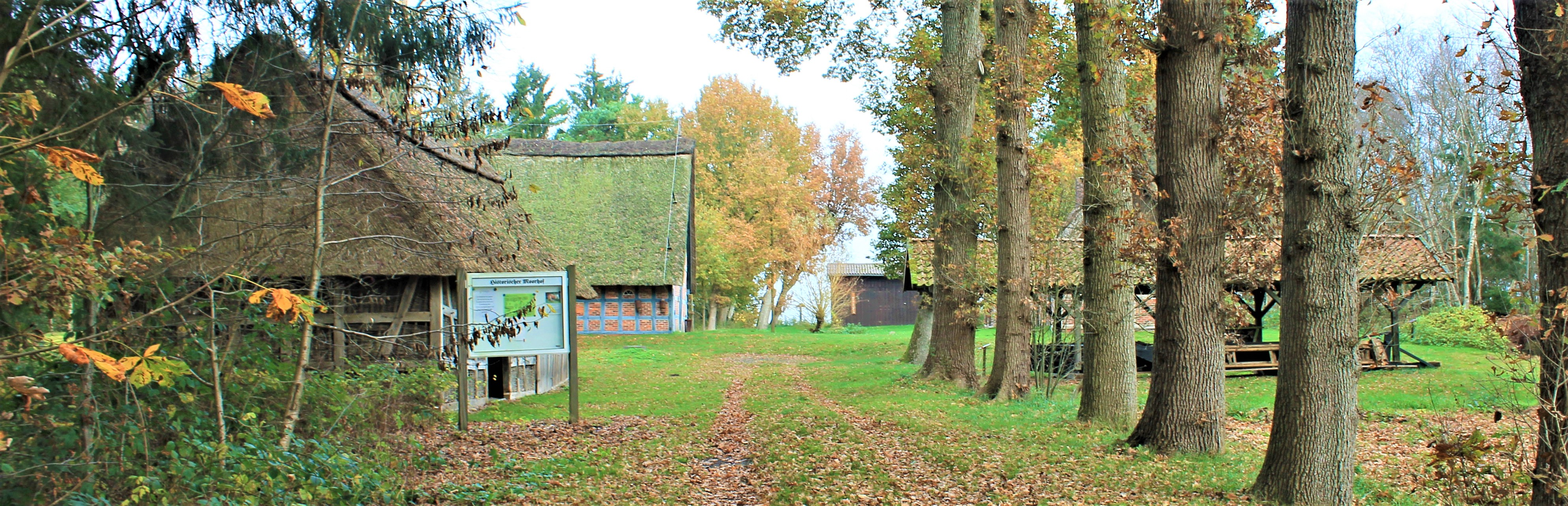
Historischer Moorhof, Augustendorf

- De in de stijl van het vroege classicisme gebouwde evangelisch-lutherse Pauluskerk (in 1784 gebouwd naar ontwerp van J.C. Findorff)
- De spoorlijn Stade – Osterholz-Scharmbeck of Moorbahn (Veenlijn) is een museumspoorlijn, waarop met name 's zomers in de weekends toeristische ritten in historische stoomtreinen kunnen worden gemaakt. Deze lijn doet ook de stations van Bremervörde, Gnarrenburg en Worpswede aan.
- Glasmuseum in het voormalige treinstation
- De Historische Moorhof, historische veenboerderij, is een bescheiden openluchtmuseum over het boeren- en turfstekersbestaan in de 19e en vroege 20e eeuw. Het complex staat in het Ortsteil Augustendorf.
- Fiets- en in mindere mate wandel-routes in de omgeving.